# Johann Jakob Faesch (Kaufmann)
Johann Jakob Faesch, auch Johan oder Jan Jacob Faesch (* 18. Mai 1732 in Basel; † 3. August 1796 ebenda), war ein Schweizer Offizier in niederländischen Diensten, Kaufmann, Reeder, Plantagenbesitzer in Suriname und Politiker in Basel.

## Leben

### Familie

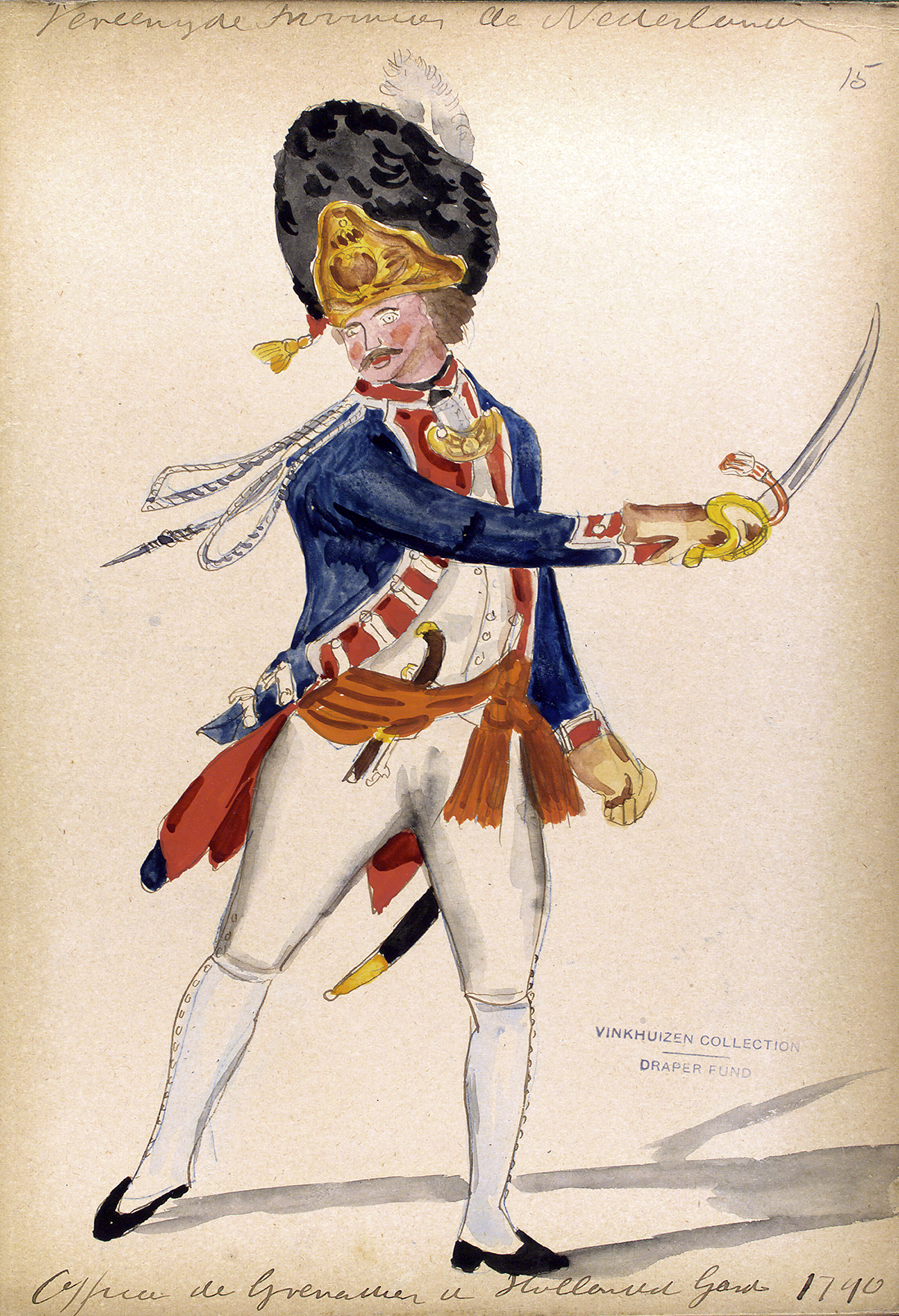
Die Bildunterschrift auf dem Stich enthält mehrere sprachliche Fehler; gemeint ist wahrscheinlich: „Officier des grenadiers de la garde suisse au service de la Hollande.“

Johann Jakob Faesch entstammte dem adligen und wohlhabenden Familie de Faesch und war das zehnte Kind und der jüngste Sohn des Waagemeisters und Stadtschreibers Emanuel Faesch (1682–1759) und dessen Ehefrau Anna Cleophea Hummel (1685–1770), die Tochter des Domschaffners Niklaus Hummel. Er war verwandt an Johann Rudolf Faesch 1760 Bürgermeister in Basel.
Ab 1748 diente er in ’s-Hertogenbosch als Unterleutnant in das Regiment Chambrier zusammen mit seinem älteren Bruder Emanuel Faesch (1713–1780). Nach der Auflösung des Regiments 1751, wurde er Kaufmann in Amsterdam am Keizersgracht, unweit der Westerkerk. Zusammen mit seinem Bruder Johannes gründete er ein Unternehmen, das Textilien, Seide und Madeirawein nach Westindien exportierte und als Kommissionär Kolonialwaren, insbesondere Zucker und Kaffee importierte. Er machte als Reeder-Kaufmann auch Geschäfte auf eigene Rechnung.
Am 8. Juli 1759 heiratete er in die Presbyterianer Kirche im Beginenhof Catharina Maria de Hoy (1740–1765), die Schwester Adriana Elisabeth, der zweiten Frau seines Bruders Johannes. Die beiden Schwestern waren die Töchter des in Suriname verstorbenen, begüterten holländischen Plantagenbesitzers David de Hoy (1694–1743) und Maria de la Jaille (-1756). Als ihren Bruder David und Schwester Benine auch starben, brachten die zwei Schwestern den beiden Brüdern als Mitgift neben erheblichen Barmitteln bedeutende Besitzanteile an den Plantagen Hoyland, Marienburg und Herstelling in Suriname in die Ehe mit ein. Bei der Geburt des fünften Kindes starb die Mutter; das Kind, Johan Jacob, wurde am 9. April 1765 getauft.

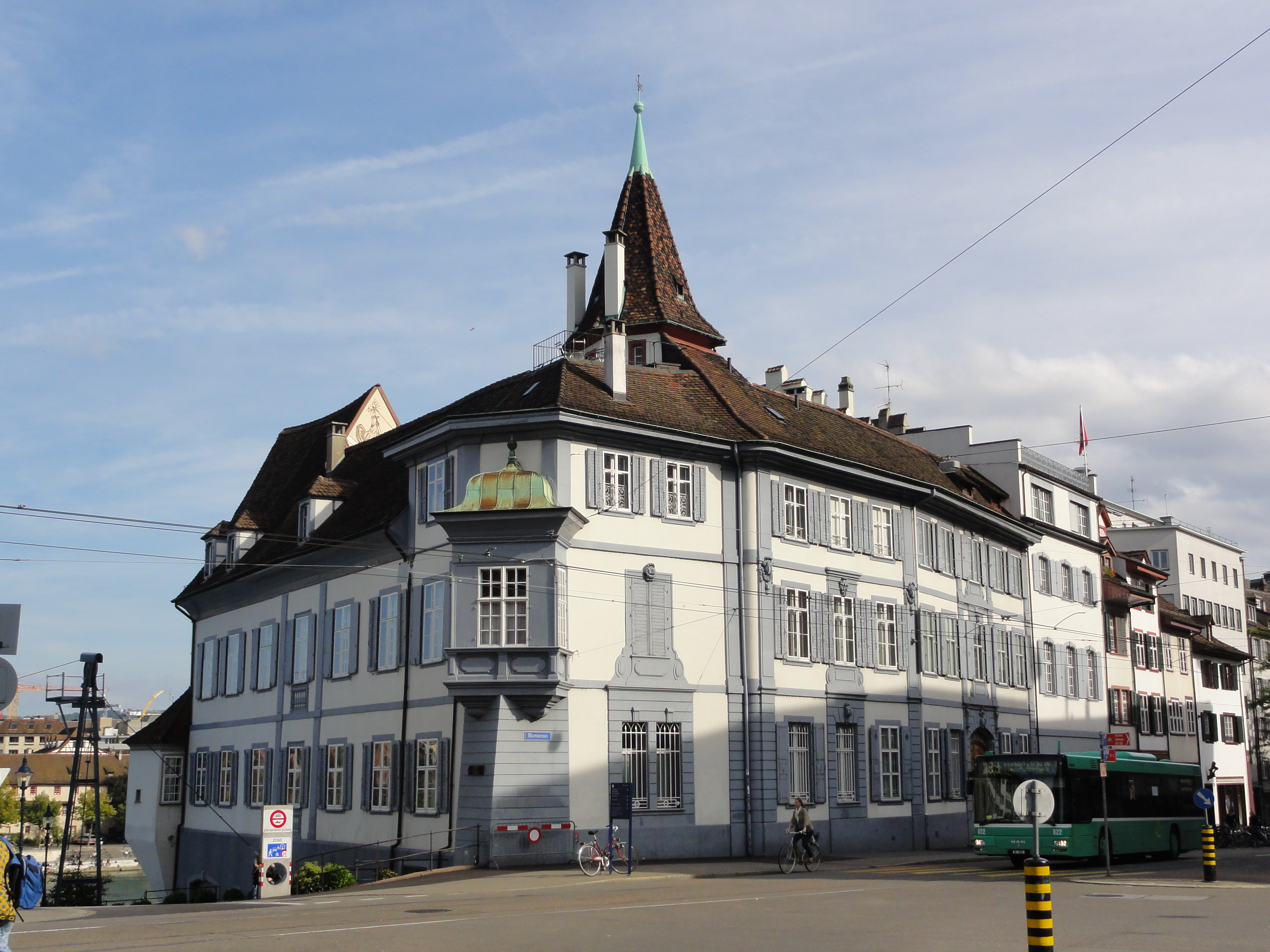
Seidenhof am Blumenrain, links unten fliesst der Rhein.

Dezember 1768 starb sein Bruder in Paramaribo (auch seine Witwe könnte 1770 da begraben sein). 1771 heiratete er in zweiter Ehe Valeria Schweighauser (1741–1789), die Tochter des Juristen und Domprobsteischaffners Johann Konrad Schweighauser (1706–1740), mit der vier Kinder hatte. Sein Schwager war der Jurist Johann Schweighauser (1738–1806).
Er hatte 1775 von den Nachkommen seines Bruders Johannes den Seidenhof (am Blumenrain) gekauft, den er bis zu seinem Tode bewohnte. Er beauftragte der Maler Jurriaen Andriessen in Amsterdam mehrere Werke zu kaufen; seine dortige Gemäldesammlung Holländische Meister war bei reisenden Kunstliebhabern, wie Johann Georg Meusel sehr beliebt. Daneben besaß er in Basel noch zwei weitere Häuser, die Liegenschaft Zum Rechenberg und das Haus Zum Steinenbrunnen.

### Werdegang

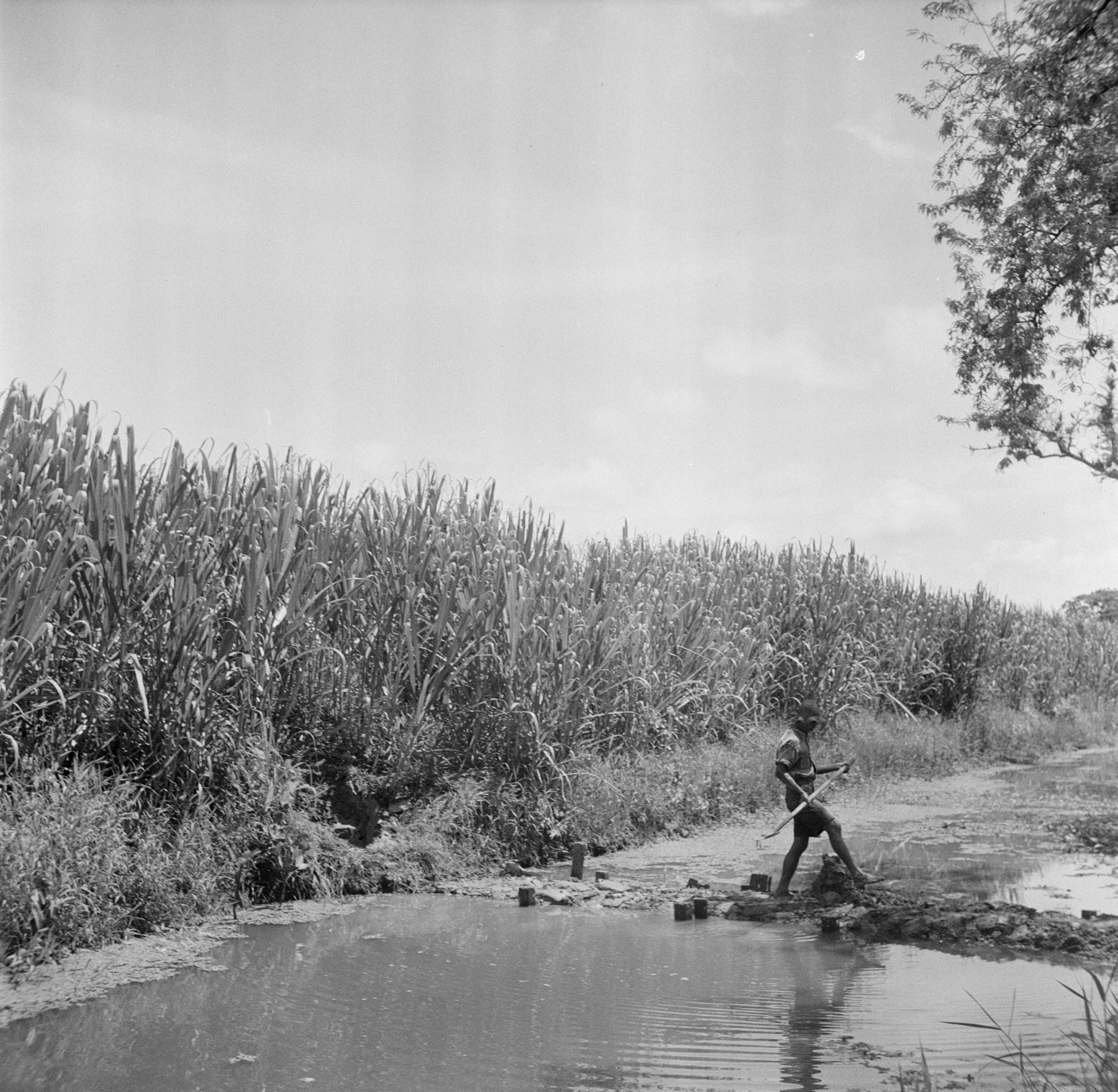
Ein Mann an einer Kreuzung an der Zuckerrohrplantage Mariënburg

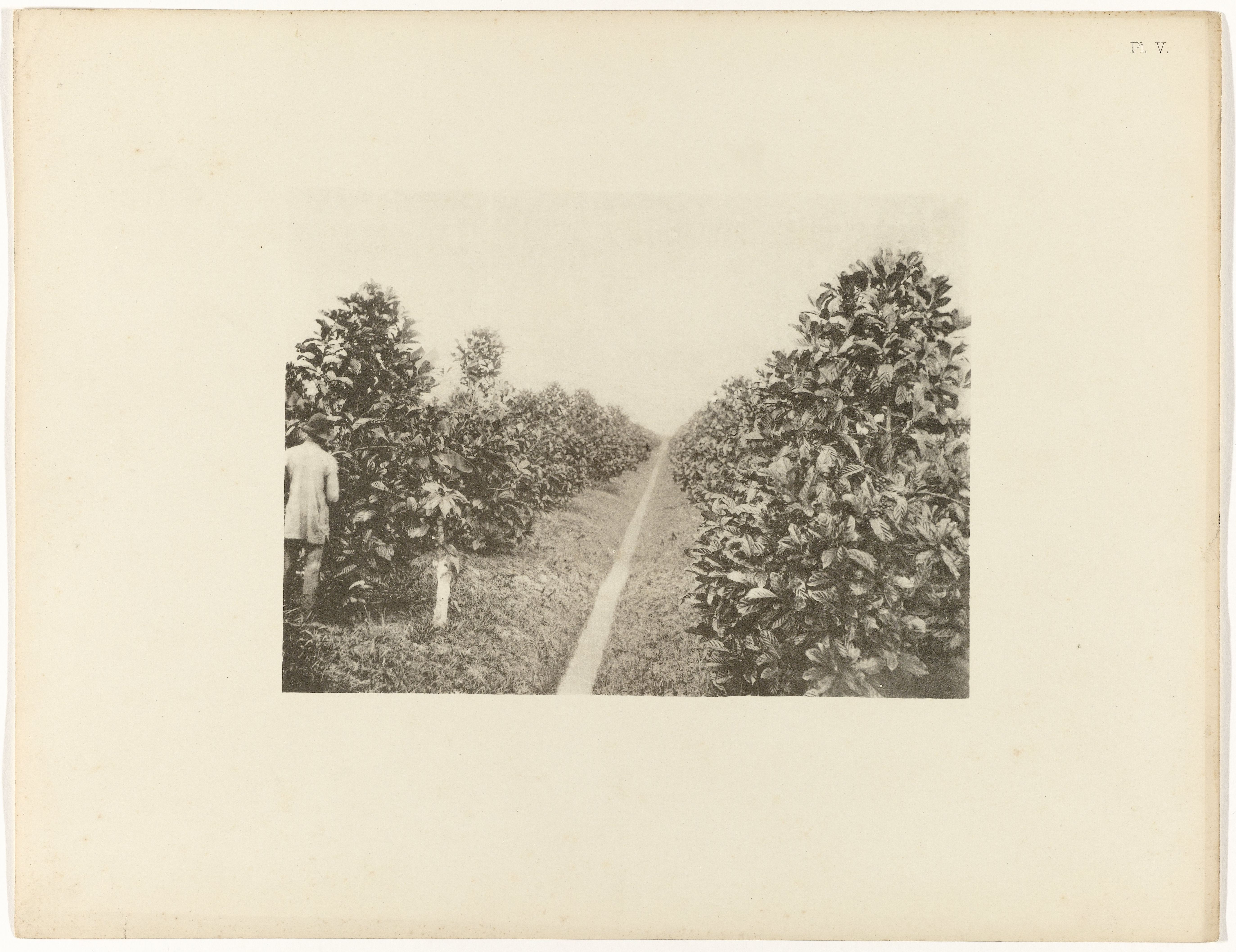
Liberia-Kaffeepflanzen auf Plantage Voorburg, die erst 1791 erworben wurde.

1756 unternahm er erstmals im Auftrag der Firma Gebrüder Faesch & van Hoven eine Geschäftsreise über Madeira nach Curaçao. 1758 unternahm er mit seinem eigenen Schiff de Resolutie eine zweite Geschäftsreise nach Curaçao und besuchte seinen Onkel Isaak Faesch kurz vor dessen Tod in Willemstad. Die Gebrüder kooperierten mit und erbten eine beträchtliche Summe von ihren Onkel. Seit 1759 beschränkten sich die Gebrüder Faesch nicht mehr einseitig auf den Exporthandel mit Westindien, sie importierten nun auch die Produkte ihrer Plantagen und verkauften den eingeführten Rohzucker sowie den Kaffee weiter. 
In der Zeit des englisch-französischen Krieges (siehe Siebenjähriger Krieg in Nordamerika) von 1755 bis 1763 war der Handel für die neutralen Holländer zwar lukrativ, aber auch mit verschiedenen Risiken verbunden, da die holländische Handelsschifffahrt durch die Kaperschiffe der kriegführenden Mächte bedroht waren. So wurde auch sein Schiff mit einer beträchtlichen Ladung auf der Rückreise von Curaçao nach Amsterdam, am 27. Oktober 1758, von einem englischen Kaperschiff aufgegriffen und nach Annapolis (Maryland) gebracht, sodass er durch die Konfiskation einen empfindlichen Verlust erlitt. Seine finanzielle Lage war inzwischen aber so weit gesichert, dass seine kaufmännische Tätigkeit nicht beeinträchtigt wurde. 1760 beauftragte er den Kaufmann Nicolas in New York, die Freilassung des Schiffes zu erwirken.
Johann Jacob und Johannes übernahmen zunächst gemeinsam die Verwaltung der Plantage Hoyland am Fluss Commewijne gelegen, bis sie von Johann Jakob Faesch allein übernommen wurde. Sein Bruder blieb bis seinem Tod Gesellschafter der Plantage. 1766 und 1768 verkauften die Brüder Faesch die durch die Hochzeit erhaltenen Besitzanteile der Plantagen. Die Jahre 1766–1768 zeigen einen starken Anstieg der Anzahl neuer Verhandlungen. 
1771 zog er mit seinen Kindern nach Basel zurück; die Geschäftsführung in Amsterdam überliess er seinem Faktor Johann Christian Neuhaus.   Seine Tochter aus erster Ehe, Margaretha Maria Faesch (1763-), erhielt 1782 als Mitgift zur Hochzeit mit dem Basler Apotheker Johann Rudolf Ryhiner Plantagenbesitz in Suriname. Sein Sohn Jean-Jacques verheiratete 1788 Maria Cuny aus Magdeburg. 
1787 löste Jean-Jacques das Handelshaus auf und trat 1788 als Teilhaber in das Haus Braunsberg ein, das seitdem unter dem Namen Braunsberg, Kluppel, Faesch & Cie. firmierte. Diese Firma, die neben Zwischenhandel auch Reederei-, Bank-, Börsen- und Versicherungsgeschäfte trieb, und 1789 Russischen Roggen nach Frankreich lieferte, hatte 1794 einen Umsatz von über 13 Millionen Gulden aufzuweisen. Das Portfolio von Jean-Jacques aus dem Jahr 1795 deutet weiter darauf hin, dass er schon vor dem Eintritt in die Firma Braunsberg & Streckeisen daneben auch Bank- und Börsengeschäfte getätigt hat.

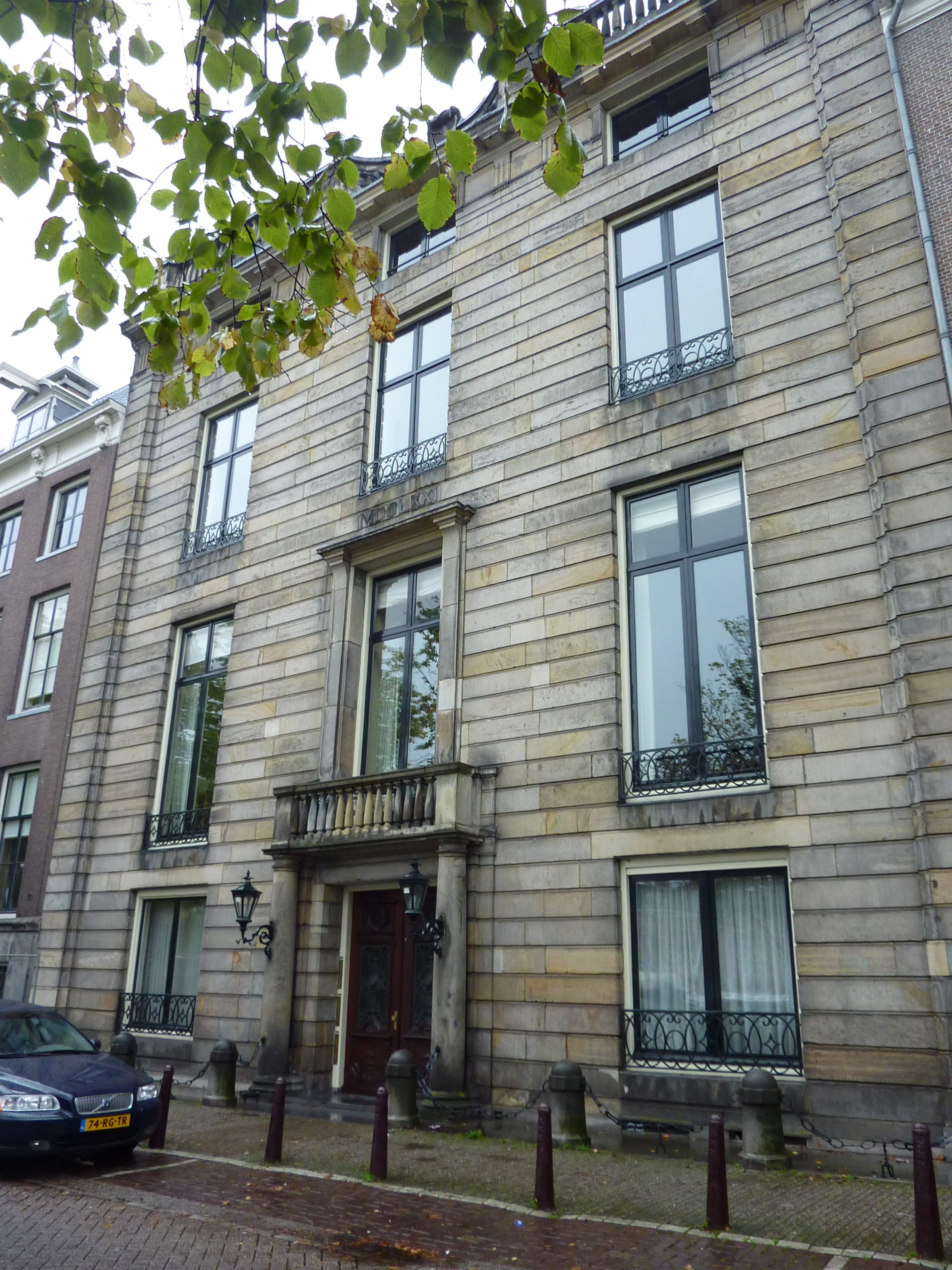
Amstel 216: das Haus mit den Blutflecken

Er besass 1795 in Suriname Anteile an den Plantagen Marienburg, Beekenhorst, Egmont, Rhijnbeek, Twijffelachtig und Voorburg, sowie Anleihen und Obligationen für weitere Plantagen nicht nur in Suriname, sondern auch auf Tobago, Jamaica, und St. Domingo; die Plantagen wurden von Amsterdam aus verwaltet.
Am 3. August 1796 stürzte er sich aus einem Fenster des Seidenhofs in den Rhein und wurde drei Wochen später bei Kembs gefunden. Nach dem Tode sind dessen Handelsgeschäfte in Amsterdam wie auch die Verwaltung der Plantagen an seinen Sohn Jean-Jacques Faesch (1765–Paris, 1831) übergegangen. Bis zum Jahr 1800 ist dieser Nachfolger seines Vaters als Teilhaber des Hauses Braunsberg & Streckeisen geblieben. 1799 gründete er eine eigene Firma unter dem Namen J. J. de Faesch & Cie., die zu Anfang des 19. Jahrhunderts eines der angesehensten Handelshäuser in Amsterdam war. Jean-Jacques Faesch wurde 1808 Mitglied des College van burgemeester en wethouders. Der kaufte sich 1798 ein Landhaus in Heemstede und 1808 ein Stadtpalast am Amstel. Ende November 1809 traf er in Paris den Aussenminister Jean-Baptiste Nompère de Champagny, duc de Cadore. 1813 figurierte unter den hundert höchstbesteuerten Personen in Amsterdam.

### Politisches und gesellschaftliches Wirken

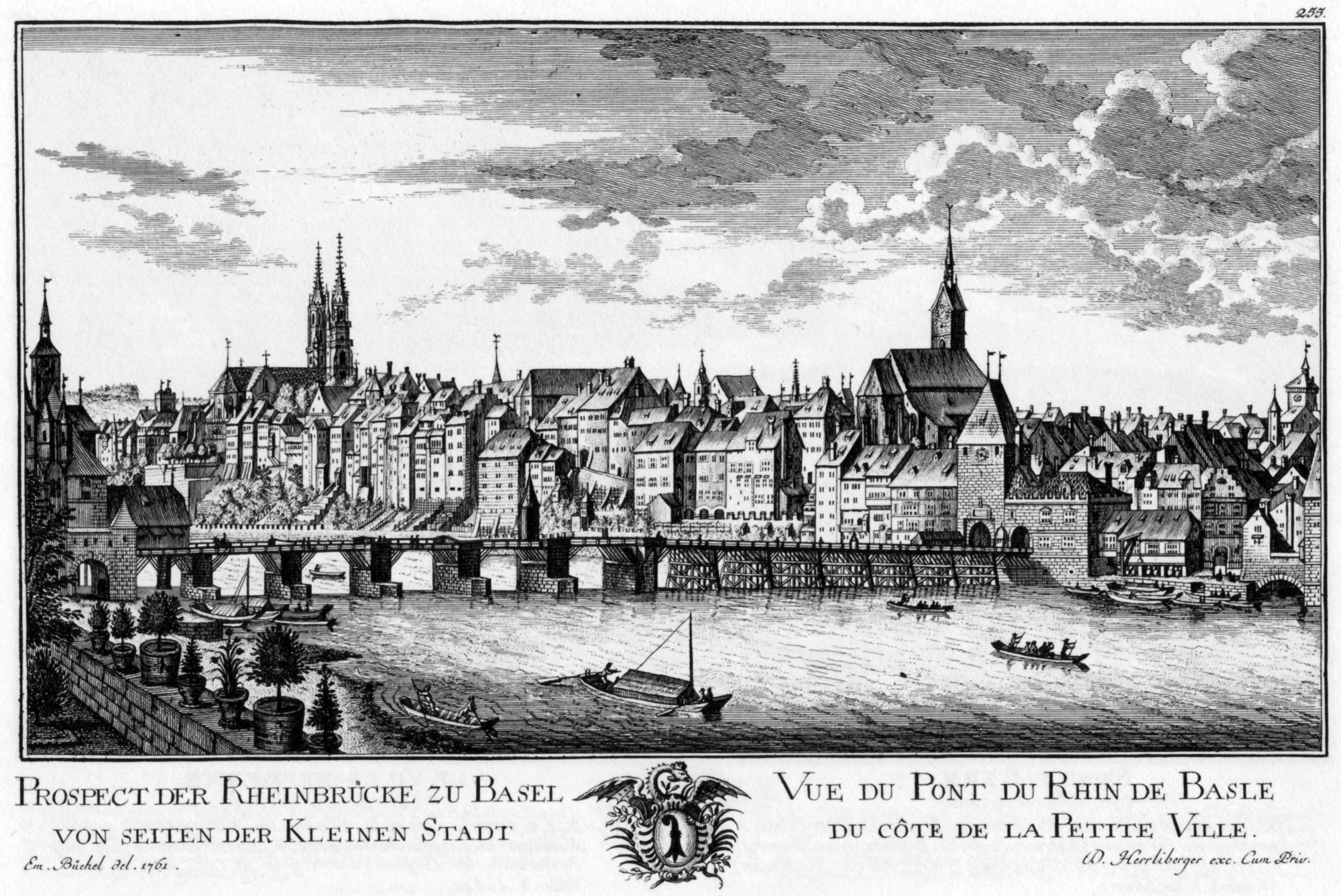
Herrliberger Basel

Seit 1771 war Johann Jakob Faesch Sechser der Gartnerzunft im Großen Rat, wurde 1780 in den Kleinen Rat gewählt, bekleidete 1781 das Amt eines Gerichtsherrn und war seit 1784 als Bauherr für die Aufsicht über öffentliche Gebäude und deren Unterhalt zuständig. Seine Wahl zum Landvogt in Kleinhüningen im Jahr 1795 nahm er nicht an.

## Trivia
Der Schwiegersohn Johann Rudolf Ryhiner von Johann Jakob Faesch erwarb 1797 ein Grundstück zwischen Langen Erlen und Riehenstrasse in Basel und liess dort 1803 einen Landsitz bauen, das er Zum kleinen Surinam nannte; 1811 ging daraus der Strassenname Im Surinam hervor.